# Gudrun Wessnert
Gudrun Görel Wessnert, född 30 januari 1956 i Högestads församling i dåvarande Malmöhus län är en svensk museilärare och barnboksförfattare.
Gudrun Wessnert växte upp på ett gods med slottsträdgård i Skåne, där hennes föräldrar arbetade. Berättelser om friherrinnor, trädgårdsmästare och historier om kungar och spöken på platsen kommer till uttryck i hennes böcker. Sedan 1987 är Wessnert guide och museilärare vid Stockholms medeltidsmuseum. Åren 2001–2003 arbetade hon som litteraturpedagog vid Hjulsta skolor i Stockholms kommun.